# Tom Cruise
Tom Cruise (puno ime Thomas Cruise Mapother IV) (Syracuse, 3. srpnja 1962.-), američki filmski glumac i producent. Svoju je karijeru započeo u dobi od 19 godina u filmu Vječna ljubav (1981.), prije no što se probio u komediji Riskantan posao (1983.) i proslavio u akcijskoj drami Top Gun (1986.) kao poručnik Pete "Maverick" Mitchell, Nakon što je glumio u Boji novca (1986.) i Koktel (1988.), Cruise je nastupio s Dustinom Hoffmanom u Oscarom nagrađenoj drami Kišni čovjek. Za ulogu antiratnog aktivista Rona Kovica u drami Rođen 4. srpnja (1989.) dobio je nagradu Zlatni globus za najboljeg glumca i svoju prvu nominaciju za Oscara za najboljeg glumca.
U 1990-tima, Cruise je glumio s Jackom Nicholsonom u sudskoj drami Malo dobrih ljudi (1992.) i glumio je u brojnim hitovima, uključujući Tvrtka (1993.) i Intervju s vampirom (1994.), prije uloge agenta IMF-a Ethana Hunta u akcijskom špijunskom trileru Nemoguća misija (1996), prvom od komercijalno uspješnih serija od šest filmova. Godine 1996. Cruise je također nastupio kao naslovni lik u romantičnoj humornoj drami Jerry Maguire, čime je dobio još jednu nagradu Zlatni globus za najboljeg glumca te drugu nominaciju za Oscara. Godine 1999., Cruise je nastupio u erotskom trileru Oči širom otvorene uz tadašnju suprugu Nicole Kidman, a pojavio se i u ansamblskoj drami Magnolija, za koju je treći put dobio nagradu Zlatni globus za najboljeg glumca te je nominiran za Oscara za najboljeg sporednog glumca.
Dobio je nagradu Saturn za najboljeg glumca za svoj nastup u psihološkoj drami Nebo boje vanilije (2001). Cruise je surađivao s redateljem Stevenom Spielbergom u trilerima znanstvene fantastike Specijalni izvještaj (2002) i Rat svjetova (2005). Godine 2008. imao je malu ulogu u akcijskoj komediji Tropska grmljavina i glumio u povijesnom trileru Operacija Valkira kao Claus von Stauffenberg. Godine 2012. Cruise je glumio istoimenu ulogu u trileru Jack Reacher. Njegovi filmovi zaradili su gotovo 4 milijarde dolara u američkim i kanadskim blagajnama i više od 10,1 milijardi dolara širom svijeta, što ga je učinilo 8. najuspješnijim glumcem u Sjevernoj Americi i jednim od najboljih glumaca diljem svijeta.
Cruise se triput ženio s glumicama Mimi Rogers, Nicole Kidman i Katie Holmes i ima troje djece, od kojih je dvoje posvojio u braku s Nicole Kidman, a s Kate Holmes ima biološku kćer. Cruise je otvoreni zagovornik scijentološke crkve i njenih povezanih društvenih programa za koje smatra kao pomoć u svladavanju disleksije. 2000. godine izazvao je kontroverze sa svojim kritikama Crkve o psihijatriji i antidepresivnim drogama (osobito kod spasilaca 11. rujna 2001.), njegovim naporima da promovira Scientologiju kao religiju u Europi i snimkom intervjua u kojoj govori o scijentologiji.

## Privatni život
Prva žena mu je bila poznata glumica Mimi Rogers i ona ga je prva uvela u scijentologiju. Nakon nje, Tom Cruise bio je dugo u braku s Nicole Kidman te s njom posvojio dvoje djece. Sljedbenik je  scijentologije,  religije koju snažno propagira od iznenadnog rastanka od Nicole. Sa 16 godina mlađom Katie Holmes, od koje se također razveo (2012.), dobio je kćerkicu Suri. Imao je i trogodišnju vezu sa Španjolkom Penelope Cruz.
Najpoznatija filmska ostvarenja: Boja novca, Koktel, Kišni čovjek, Rođen 4. srpnja ,Dani groma, Malo dobrih ljudi, Intervju s vampirom, Nemoguća misija, Jerry Maguire, Oči širom zatvorene, Magnolija, Nebo boje vanilije...

## Vanjske poveznice
- Fimografija na IMDb

## Nagrade i nominacije
Dobitnik nagrade Saturn u kategoriji najboljeg glumca (na filmu), za film Nebo boje vanilije (eng. Vanilla Sky).